# Franz Dambeck
Franz Dambeck (* 28. April 1903 in München; † 9. Januar 1974 ebenda) war ein deutscher Priester und Denkmalpfleger.

## Leben
Von 1922 bis 1927 studierte an der Philosophisch-Theologischen Hochschule in Passau (Priesterweihe in Passau am 17. April 1927).  Nach der Promotion zum Dr. phil. 1937 (Freiburg im Üechtland) wurde er 1946 Landeskonservator am Landesamt für Denkmalpflege in München, ab 1955 Hauptkonservator. 1952 wurde Lehrbeauftragter und 1959 Honorarprofessor für Kunstgeschichte an der Philosophisch-Theologischen Hochschule Freising. 1960 wurde er Honorarprofessor für Geschichte der christlichen Kunst an der LMU München.

## Schriften (Auswahl)
- Geschichte Trifterns. Verlag Passavia, Passau 1939.
- Spätgotische Kirchenbauten in Ostbayern. Passau 1940, OCLC 258300154.
- Hans Stethaimer und die Landshuter Bauschule. Landshut 1959, OCLC 313974949.
- Hans Wechselperger, ein Burghauser Baumeister der Spätgotik. Burghausen 1959, OCLC 11080519.